# Ichneumon stagniphilos
Ichneumon stagniphilos är en stekelart som beskrevs av Heinrich 1961. Ichneumon stagniphilos ingår i släktet Ichneumon och familjen brokparasitsteklar. Inga underarter finns listade i Catalogue of Life.